# Fort Moermont
Fort Moermont was een 17e-eeuws fort dat onderdeel was van de West-Brabantse waterlinie, de aaneengeschakelde reeks van forten, loopgraven en inundatiegebieden tussen Bergen op Zoom en Steenbergen.

## Geschiedenis
Het fort werd in 1628 gebouwd en vernoemd naar een van haar bevelhebbers, Iman van Zuytland, die tevens Heer van Moermont was, een gebied nabij het Zeeuwse Renesse. Het doel van het fort was om (net als de forten De Roovere en Pinssen) gaten in de inundatievlakte rond Halsteren te dichten. 
In 1727 werd het fort nog op aandringen van Menno van Coehoorn aangepast en gemoderniseerd, maar in 1816 werd het fort buiten gebruik gesteld. Na verkoop van de grond in 1854 nam men het terrein als landbouwgrond in gebruik. Op de locatie van het fort bevindt zich nu een woonwijk en een aangrenzend industrieterrein.